# Pascal Clarhaut
Pascal Clarhaut est un trompettiste classique français, enseignant, trompette solo de l’orchestre de l'Opéra national de Paris.

## Biographie
Originaire du Nord de la France, il effectue ses études musicales à Leers, Roubaix et Tourcoing avant de partir à Orléans puis au Conservatoire national supérieur de musique et de danse de Lyon où il obtient à l’unanimité du jury un premier prix de trompette dans la classe de Pierre Dutot. Il est alors nommé cornet solo puis trompette solo au sein de l'orchestre philharmonique de Strasbourg. En 1991, il est nommé trompette solo à l’orchestre de l'Opéra national de Paris. Il prend sa retraite en Juillet 2021.
« Artiste de renommée internationale », en parallèle des concerts qu'il donne à travers le monde, il est nommé professeur au conservatoire à rayonnement départemental d’Aulnay-sous-Bois et en 2010, au pôle d'enseignement supérieur de la musique en Seine-Saint-Denis-Île-de-France,,.Il prend sa retraite en Juillet 2021 et est remplacé par Alexis Demailly,.
Grâce à « ses qualités pédagogiques reconnues » et de façon à « partager son savoir », il anime régulièrement des master class tant en France qu'à l'étranger.

## Concerts, créations et enregistrements
Pascal Clarhaut joue principalement des œuvres des compositeurs du XXe siècle. Par exemple :
- en 1996, il participe à la création de l’œuvre du compositeur Gilles Silvestrini : Déchant pour trompette, cor, trombone et orchestre à cordes ; avec Hervé Joulain (cor), Jacques Mauger (trombone) et l'orchestre du festival de Flaine sous la direction de Victor Costa. L’œuvre sera ensuite enregistrée sous la direction du chef d'orchestre Laurent Petitgirard[9] ;
- en 1997, il est l'interprète principal avec Viviane Loriaut (orgue) du disque Lumière, trompette et orgue, œuvres de plusieurs compositeurs du XXe siècle dont le compositeur tchèque Petr Eben et le compositeur français Jean Rivier[10] (référence no BMG/RCA CD-47018) ;
- en 2004, il est l'un des instrumentistes de l'enregistrement de L'Histoire du soldat d'Igor Stravinsky[11] ;
- en 2005, il est l'un des instrumentistes de l'œuvre du compositeur André David : Musique de chambre avec clavier ; avec Marc Sieffert (saxophone alto), Christine Marchais (piano), Jean Fessard (percussions) et Pierrick Antoine (petit orgue) CD MA051201[12].